# Cruzada Gerundense
La Cruzada Gerundense fou un batalló aixecat durant el setge napoleònic de Girona de 1809.
El batalló estava format per voluntaris, i estava compost per vuit companyies (dues d'elles de religiosos), una brigada d'obrers i una de fusters. La denominació de Croada responia a la contraposició del catolicisme enfront del laïcisme revolucionari i imperial francès.
| «                                              | El plan de Cruzada gerundense, que V. S. ha adoptado con acuerdo del Prelado de esa Ciudad, para resistir á los enemigos que nuevamente tienen sitiada la plaza y librarla por tercera vez de la furia del tirano, ha merecido toda la aprobación de la Suprema Junta de Gobierno del Reyno. Jamás la Religión ha exigido más de justicia, que se levante el estandarte de la Cruzada: jamás la Patria ha reclamado con más derecho este esfuerzo de sus hijos.-- Gerona, famosa en todas las épocas de nuestra historia y más famosa aun en la actual crisis de la patria, se ha puesto en la gloriosa precisión de superar el heroismo de Zaragoza. Llave del Principado, por la perfidia atroz de nuestros enemigos, la seguridad de la provincia entera consiste en su defensa, y Gerona no dexará burladas las esperanzas de sus conciudadanos, no olvidará tampoco que solo venciendo puede evitar los horrores y los estragos que la están amenazando. Poderosos son estos motivos para que S. M. que por otra parte les proporcionará todos los auxilios y socorros posibles para hacer levantar el sitio, confíe que serán inútiles los esfuerzos del enemigo; pero todavia quiere añadir el de los premios á que se hacen acrehedores los que se sacrifican con generosa resolución por la patria; acordando que los que se alisten en la Cruzada y acrediten haber subsistido en ella constantemente haciendo el servicio hasta el fin de la guerra, sean libres para siempre del personal. De Real orden lo comunico á V. S. para su inteligencia y cumplimiento, en contextación á su papel de 12 del corriente.-- Y de la misma lo comunico á V. E. para su gobierno é inteligencia en la parte que le toca. | » |
| — Martin de Garay. Sevilla, 29 de juny de 1809 | |   |

Acabada la Guerra del Francès, el rei Ferran VII d'Espanya va garantir mesures de recompensa a la ciutat de Girona i als membres de la Cruzada Gerundense.